# Spirostyliferina
Spirostyliferina là một chi ốc biển, là động vật thân mềm chân bụng sống ở biển trong họ Litiopidae.

## Các loài
Các loài trong chi Spirostyliferina gồm có:
- Spirostyliferina lizardensis Bandel, 2006[2]